# Bronzo (sommergibile)
Il Bronzo è stato un sommergibile della Regia Marina.

## Storia
Il 9 giugno 1942 fu assegnato al VII Gruppo Sommergibili, con base a Cagliari.
Il 13 giugno uscì in mare (al comando del tenente di vascello Cesare Buldrini) per la sua prima missione: avrebbe dovuto costituire, insieme ad altri tre sommergibili, uno sbarramento tra Capo Falcon e Capo Ferrat (Golfo di Orano) in opposizione all'operazione britannica «Harpoon», nell'ambito della battaglia di mezzo giugno. Subì l'attacco di un aereo che evitò immergendosi: non riportò danni, ma il suo avvistamento provocò una deviazione della formazione britannica dalla rotta. Alle 22.23 del 16 giugno avvistò la corazzata Malaya ed una portaerei e cercò di portarsi all'attacco, ma fu respinto dalla scorta, dovendosi immergere sino a 117 metri per evitare la caccia. Il 29 giugno rientrò alla base.
Nella successiva missione – dal 16 al 20 luglio – non riuscì ad attaccare il posamine veloce Manxman, che aveva attraversato il suo settore d'operazioni: il comandante Buldrini fu per questo biasimato.
Il 12 agosto fu inviato, unitamente ad altri nove sommergibili, a formare uno sbarramento a settentrione della Tunisia, tra Scoglio Fratelli e Banco Skerki, in opposizione all'operazione britannica «Pedestal»: la cosa sfociò poi nella Battaglia di mezzo agosto. Nella tarda serata di quel giorno, nel corso della battaglia, il Bronzo avvistò un mercantile di grosse dimensioni che procedeva con grande lentezza e in fiamme: si trattava della motonave frigorifera Empire Hope, da 12.668 tonnellate di stazza lorda, carica di cherosene, carbone ed esplosivo; l'unità era stata ridotta in tale stato da attacchi di bombardieri tedeschi Junkers Ju 88 ed Heinkel He 111 ed abbandonata dall'equipaggio, recuperato dal cacciatorpediniere HMS Penn. Il Bronzo le lanciò tre siluri e alle 23.45 la nave fu centrata: ridotta ormai ad un relitto alla deriva, ricevette il colpo di grazia dal cacciatorpediniere HMS Bramham, affondando al largo di La Goletta. Altre fonti attribuiscono al Bronzo l'affondamento, invece che dell’Empire Hope, di un altro mercantile, il Clan Fergusson (7437 tsl); tale nave risulta però affondata da un altro sommergibile italiano, l’Alagi.
Il 18 agosto, mentre, nottetempo, faceva ritorno alla base, il Bronzo fu attaccato presso Capo Spartivento sardo da un altro sommergibile che gli lanciò un siluro, che poté però evitare contromanovrando e che esplose in mare. Il sommergibile italiano passò quindi al contrattacco ed entrò in collisione con un oggetto sommerso, forse l'unità nemica, ma non ci sono conferme.
Dal 7 al 12 novembre fu in missione al largo dell'Algeria e della Tunisia a contrasto dell'Operazione Torch, ma non ottenne alcun risultato.
Il 10 dicembre 1942, di sera, individuò due incrociatori (si trattava in realtà di uno solo, l’Argonaut) ed altrettanti cacciatorpediniere avversari in navigazione al largo di Bona, attaccandoli quindi con il lancio di quattro siluri e dovendosi subito dopo immergere perché avvistato ed attaccato dalla scorta. Fu avvertita dapprima una detonazione e poi una seconda molto più violenta; quando – tre ore dopo l'attacco – il sommergibile tornò a galla, avvistò una colonna di fumo nel punto ove si trovava la nave attaccata, facendo quindi presumere un danneggiamento. Non vi sono però conferme.
Dal 6 al 13 gennaio 1943 compì una missione priva di risultati.
Il 29 ed il 31 gennaio subì due bombardamenti con cariche di profondità.
Il 3 febbraio sprofondò accidentalmente sino a 123 metri (ben 43 metri al disotto della sua quota di collaudo), prima di poter fermare la discesa.
Il 10 luglio 1943 lasciò Pozzuoli al comando del tenente di vascello Antonio Gherardi, per portarsi al largo di Siracusa. Quello stesso giorno fu attaccato da un sommergibile nemico con quattro siluri, ma li schivò con la manovra. Verso le sei del giorno seguente fu rilevato rumore di eliche che si presunse appartenere a navi amiche; portatosi a quota periscopica all'una del pomeriggio, il Bronzo risultò essere nel mezzo di una squadra formata dai dragamine Seaham, Boston, Cromarty e Poole. Pesantemente bombardato con cariche di profondità prima di potersi immergere in profondità, fu costretto all'emersione e subito mitragliato e cannoneggiato: sotto il fuoco delle quattro navi inglesi caddero uccisi il comandante Gherardi, il comandante in seconda, sottotenente di vascello Giuseppe Pellegrini, due sottufficiali, un sottocapo e tre marinai. Il resto dell'equipaggio abbandonò la nave e si gettò in mare: undici uomini furono recuperati dal Boston, cinque dal Poole e gli altri dal Seaham.
Abbordato da una lancia del Seaham, il Bronzo fu catturato. 
Il sommergibile aveva sino ad allora svolto 19 missioni di guerra, percorrendo 10.963 miglia in superficie e 2037 in immersione.
Rimorchiato a Malta, incorporato nella Royal Navy con sigla P. 714 e rimesso in servizio a fine 1943, fu ceduto alla Marina francese nel 1944, assumendo il nuovo nome di Narval.
Fu demolito nel 1948.